# Агріппа Мененій Ланат (консул 503 року до н. е.)
Агріппа Мененій Ланат (лат. Agrippa Menenius Lanatus; ? — 493 до н. е.) — політичний та військовий діяч Римської республіки, консул 503 до н. е.

## Життєпис
Походив з патриціанського роду Мененіїв. Син Гая Мененія Ланата. Після скинення у 509 року до н. е. царя Тарквінія Гордого перебрався до Риму й отримав звання патриція.
У 503 до н. е. обраний консулом разом з Публієм Постумієм Тубертом. На цій посаді з успіхом воював проти сабінян, за що отримав від сенату тріумф.
Визначну роль відігравав Агріппа Мененій після того, як у 494 до н. е. плебеї покинули Рим і відійшли на Священну гору. Це було викликано конфліктом поміж плебеями та патриціями. Ланат виступив посередником між двома станами. За результатами перемовин було впроваджено посаду народного трибуна (Lex Sacrata). З того часу про його подальшу долю згадок немає.

## Родина
- Тит Мененій Ланат, консул 477 до н. е.